# Final da Copa da UEFA de 2007–08
A Final da Copa da UEFA de 2007-08 foi a 37ª edição da Taça UEFA do futebol europeu. A final foi jogada no City of Manchester Stadium, casa do Manchester City, em Manchester, na Inglaterra, em 14 de maio de 2008. Foi a penúltima temporada a usar um formato atual, a partir de 2009, o evento passou a se chamar UEFA Europa League.

## Estatísticas
O jogo foi jogado no City of Manchester Stadium, casa do Manchester City, em Manchester, na Inglaterra em 14 de maio de 2008, sendo o Zenit campeão. Foi a segunda final europeia de futebol realizado em Manchester, na Inglaterra, após a Final da Liga dos Campeões da UEFA de 2002–03, que foi realizada em outro local, no Estádio Old Trafford.

## Detalhes
| 14 de maio de 2008 | Zenit                                          | 2 - 0     | Rangers | City of Manchester Stadium, Manchester    |
| 19:45              | Igor Denisov 72'' · Konstantin Zyryanov 90+3'' | Relatório |         | Público: 43 878 Árbitro: Peter Fröjdfeldt |

| Zenit | Rangers |

| ZENIT:        |    |                       |       |       |
|               |    |                       |       |       |
| GK            | 16 | Viatcheslav Malafeyev | 90+2' |       |
| RB            | 22 | Aleksandr Anyukov     |       |       |
| CB            | 4  | Ivica Križanac        |       |       |
| CB            | 15 | Roman Shirokov        |       |       |
| LB            | 11 | Radek Šírl            |       |       |
| DM            | 44 | Anatoliy Tymoshchuk   | ()    |       |
| RM            | 18 | Konstantin Zyryanov   |       |       |
| LM            | 27 | Igor Denisov          | 72'   |       |
| RW            | 20 | Viktor Fayzulin       |       | 90+3' |
| LW            | 10 | Andrey Arshavin       |       |       |
| CF            | 9  | Fatih Tekke           |       |       |
| Substuições:  |    |                       |       |       |
| GK            | 1  | Kamil Čontofalský     |       |       |
| DF            | 5  | Kim Dong-jin          |       | 90+3' |
| MF            | 2  | Vladislav Radimov     |       |       |
| MF            | 25 | Fernando Ricksen      |       |       |
| MF            | 57 | Aleksei Ionov         |       |       |
| MF            | 88 | Oleksandr Gorshkov    |       |       |
| FW            | 7  | Alejandro Domínguez   |       |       |
| Técnico:      |    |                       |       |       |
| Dick Advocaat |    |                       |       |       |

| RANGERS:     |    |                         |       |     |
|              |    |                         |       |     |
| GK           | 1  | Neil Alexander          |       |     |
| RB           | 21 | Kirk Broadfoot          | 90+3' |     |
| CB           | 3  | David Weir              |       |     |
| CB           | 24 | Carlos Cuéllar          |       |     |
| LB           | 5  | Saša Papac              |       | 77' |
| DM           | 7  | Brahim Hemdani          |       | 80' |
| RM           | 28 | Steven Whittaker        |       | 86' |
| CM           | 6  | Barry Ferguson ()       |       |     |
| CM           | 8  | Kevin Thomsom           |       |     |
| LM           | 35 | Steven Davis            |       |     |
| CF           | 19 | Jean-Claude Darcheville |       |     |
| Substuições: |    |                         |       |     |
| GK           | 16 | Graeme Smith            |       |     |
| DF           | 30 | Christian Dailly        |       |     |
| MF           | 11 | Charlie Adam            |       |     |
| MF           | 39 | Amdy Faye               |       |     |
| FW           | 9  | Kris Boyd               |       | 86' |
| FW           | 10 | Nacho Novo              |       | 77' |
| FW           | 27 | Lee McCulloch           |       | 80' |
| Técnico:     |    |                         |       |     |
| Walter Smith |    |                         |       |     |

| Melhor em campo: Andrey Arshavin (Zenit) Árbitros assistentes: Stefan Wittberg Henrik Andrén 4º Árbitro: Martin Ingvarsson |

| Campeão         |
| --------------- |
| ZENIT 1º titulo |

## Tumulto
O evento foi marcado por torcedores do Rangers se revoltando no centro da cidade de Manchester; esses tumultos começaram depois de uma tela grande que deveria mostrar que a partida havia falhado. A BBC News 24 interrompeu a programação normal para transmitir os tumultos ao vivo na televisão e a ITN emblemou o programa News at Ten flagrou todo o tumulto.